# Katsuhisa Hattori
Katsuhisa Hattori (克久 服部, Katsuhisa Hattori), né le 1er novembre 1936 à Tokyo et mort le 11 juin 2020, est un compositeur japonais de musique classique qui a aussi composé pour des anime.
En Occident, il est surtout connu pour les bandes originales d'Argento Soma, des séries animées Crest of the Stars et Banner of the Stars, adaptées des romans de Hiroyuki Morioka ainsi que celle de Tom Sawyer.

## Biographie
Katsuhisa Hattori est né à Tokyo. Compositeur classique diplômé du Conservatoire national supérieur de musique et de danse de Paris, extrêmement respecté dans son pays, il est également reconnu dans d'autres genres tels que le new age, le jazz, etc.
En 2000, une émission spéciale d'une heure de la télévision japonaise rendit hommage à son parcours et ses travaux musicaux. Il dirigea plusieurs orchestres célèbres, bien que la plupart de ses propres compositions soient interprétées par le populaire Tokyo Pops Orchestra.
À part ses travaux de composition, il fut également producteur et un superviseur pendant de nombreuses années. Il possède sa propre entreprise de publication, Hattori Music Publishing. Il est également pianiste, juge et président pour le Tokyo Music Festival.
Son association depuis plus de cinquante ans avec son aîné de 5 ans Kôichi Sugiyama, un autre compositeur japonais, remonte à une anecdote célèbre où Katsuhisa Hattori lui demanda « Admets-moi dans ton orchestre ! ».
À partir de 1983, il publia à peu près chaque année un album sur le thème « L'alimentation musicale naturelle » (音楽の自然食 (ongaku no shizenshoku)) dans une série intitulée Champs de la Musique (音楽畑, ongaku hatake).
En 1989, Katsuhisa Hattori et son fils Takayuki Hattori, également compositeur, produisirent le premier album orchestral pour le jeu Final Fantasy du compositeur de musique de jeu vidéo Nobuo Uematsu. Cet album intitulé Symphonic Suite Final Fantasy fut interprété par l'orchestre symphonique de Tokyo (東京交響楽団, ou TSO). En 1991, encore une fois sur demande de Nobuo Uematsu, il produisit trois pistes de Final Fantasy pour le premier album de « l'Orchestral Game Concert », interprété par l'orchestre philharmonique de Tokyo (東京フィルハーモニー交響楽団).

### Travaux récents
En 2005, Katsuhisa Hattori publia un album de trois pistes appelé Seikai no Senki III ED, pour l'OVA Seikai no Senki III, ainsi qu'un album non-anime, Author's Best Vol.2.

## Discographie
- Nature (1994)
- Almanach (1995)
- Congratulation (1996)
- Lutus Dream (1997)
- Mon reve (1998)
- Champs de la Musique (1998)
- JUICY and CRISPY (1998)
- Bon Voyage (1998)
- A LA CARTE (1998)
- QUATLE SAISON (1998)
- La Monde (1998)
- Arc en Ciel (1998)
- La Strada (1998)
- Sports (1998)
- The Earth (1998)
- Friends (1999)
- Dissolve (2000)
- À la table (2001)
- Invitation (2002)
- Comme d'habitude (2003)
- Author's Best Vol.1 (2004)
- Author's Best Vol.2 (2005)

## Bandes originales Anime
- Le Prince de l'espace (1959)
- Tom Sawyer (1980)
- Flo et les robinson suisses (家族ロビンソン漂流記 ふしぎな島のフローネ?) (1981)
- Les Trois Mousquetaires (série télévisée d'animation) (avec Guido et Maurizio de Angelis) (1981)
- School of Love: Heart's Story (愛の学校クオレ物語?) (1982)
- Le film Hokuto no Ken (1986)
- Rémi, sans famille (家なき子レミ?) (1996)
- In The Beginning - The Bible Stories (手塚治虫の旧約聖書物語?) (1997)
- Infinite Ryvius (1999)
- Seikai no Monshō Crest of the Stars (1999)
- Seikai no Danshō Lost Chapter of the Stars - Birth" (2000)
- Seikai no Senki I Banner of the Stars" (2000)
- Argento Soma (2000)
- Seikai no Senki II Banner of the Stars II (2001)
- Seikai no Senki III Banner of the Stars III (2005)